# Верхняя Ёль
Верхняя Ёль — река в России, протекает в Ленском районе Архангельской области. Является правым притоком Средней Ёли (бассейн Северной Двины).

## География
Река впадает в Среднюю Ёль, в ста метрах от устья последней. Длина реки составляет 10 км.

## Данные водного реестра
По данным государственного водного реестра России относится к Двинско-Печорскому бассейновому округу, водохозяйственный участок реки — Вычегда от города Сыктывкар и до устья, речной подбассейн реки — Вычегда. Речной бассейн реки — Северная Двина.
Код объекта в государственном водном реестре — 03020200212103000024143.